# Caesar Hawkins
Cæsar Henry Hawkins (19 de septiembre de 1798 † 20 de julio de 1884) fue un distinguido cirujano británico del siglo XIX.

## Biografía
Hijo del rvdo. Edward Hawkins, sacerdote de Bisley en el condado de Gloucestershire en Inglaterra, nieto de Sir Cæsar Hawkins, baronet (1711-1786) es sargento cirujano del ejército de los reyes Jorge II y George III, también hermano del Dr. Edward Hawkins (1789-1882), Provost de la Oriel College de Oxford.
Estudió en la escuela Christ's Hospital en Inglaterra y en 1818 ingresó al St George's Hospital de Londres. Trabajó como cirujano al hospital desde 1829 hasta 1861, y en 1862, fue nombrado «serjeant-surgeon» de la reina Victoria. Presidente de la Royal College of Surgeons of England en 1852 y posteriormente en 1861 presentó el discurso Hunterian Oration en 1849. Elegido presidente de la Pathological Society of London en 1853.
Su éxito en complejos casos complejos le dieron una gran reputación. Por mucho tiempo, se destacó como el único cirujano que tuvo éxito en la ovariotomía al hospital universitario de Londres. Esto ocurrió en 1846, cuando los anestésicos eran desconocidos. Hizo mucho para popularizar la colotomía. Un operador exitoso, sin embargo, era apegado a la cirugía conservativa, y siempre estaba más interesado en enseñar a sus alumnos cómo salvar una extremidad que cómo eliminarla.

### Obras
En 1874, reimprimió sus contribuciones para las revistas médicas en dos volúmenes, incluyendo sus documentos Tumours, Excision of the Ovarium, Hydrophobia and Snake-bites, Stricture of the Colon y The Relative Claims of Sir Charles Bell and Magendie to the Discovery of the Functions of the Spinal Nerves.